# Stevinus (cráter)

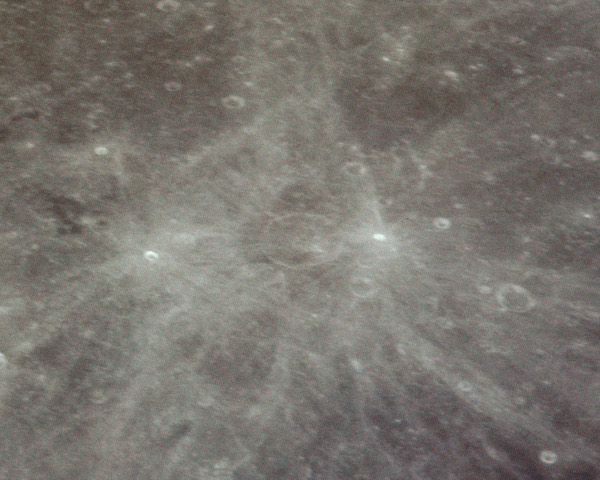
Fotografía de la misión Apolo 13

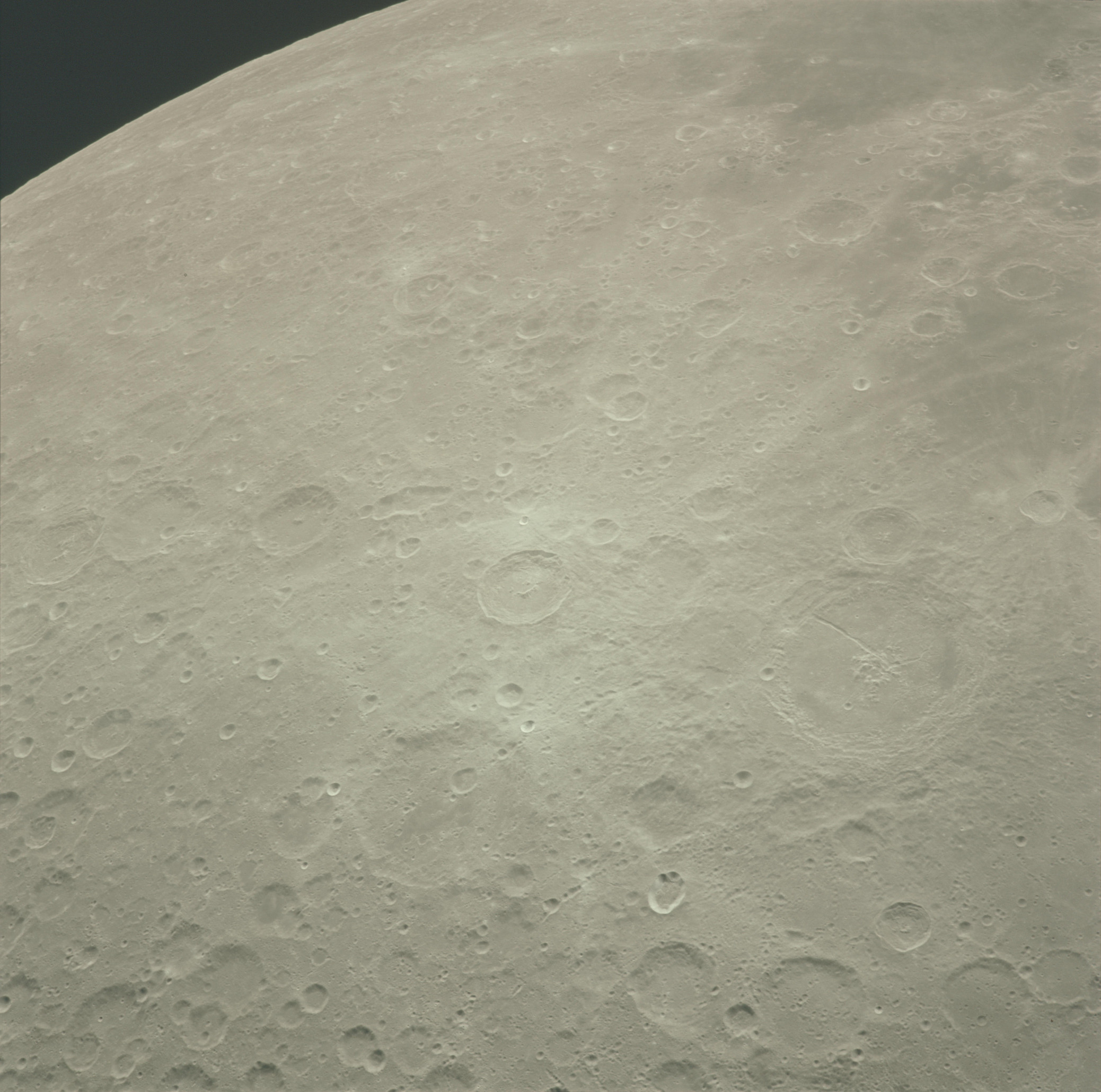
Fotografía de la misión Apolo 15

Stevinus es un cráter de impacto localizado en la parte sureste de la Luna. Al sureste aparece el gran cráter Furnerius, y justo al noreste se halla Snellius y el Vallis Snellius. Al oeste-noroeste se encuentra Reichenbach. Al oeste-noroeste de Stevinus aparece el pequeño cráter Stevinus A, un elemento que posee un pequeño sistema de marcas radiales y un exhibe un alto albedo.
|  |

Stevinus posee una alta pared interna y un pico central en el punto medio del suelo interior. Las paredes interiores están hundidas, de manera que se inclinan primero abruptamente hacia el centro del cráter y luego de manera más gradual. Presenta varias crestas pequeñas sobre la plataforma.
Debido a su sistema de marcas radiales, Stevinus se clasifica como parte del Período Copernicano.
Lleva el nombre de Simon Stevin, un matemático e ingeniero belga del siglo XVI.

## Cráteres satélite
Por convención estos elementos son identificados en los mapas lunares poniendo la letra en el lado del punto medio del cráter que está más cerca de Stevinus.
|          | \| Stevinus \| Coordenadas \| Diámetro \| \| -------- \| ----------------------------- \| -------- \| \| A \| 31°48′S 51°36′E / -31.8, 51.6 \| 8 km \| \| B \| 31°06′S 52°36′E / -31.1, 52.6 \| 20 km \| \| C \| 33°24′S 52°48′E / -33.4, 52.8 \| 19 km \| \| D \| 34°48′S 50°54′E / -34.8, 50.9 \| 22 km \| \| E \| 35°18′S 52°30′E / -35.3, 52.5 \| 16 km \| \| F \| 30°36′S 52°42′E / -30.6, 52.7 \| 10 km \| \| G \| 33°42′S 50°24′E / -33.7, 50.4 \| 13 km \| \| H \| 33°12′S 50°36′E / -33.2, 50.6 \| 15 km \| \| J \| 36°06′S 52°24′E / -36.1, 52.4 \| 13 km \| \| K \| 34°18′S 55°24′E / -34.3, 55.4 \| 8 km \| \| L \| 33°48′S 56°06′E / -33.8, 56.1 \| 14 km \| \| R \| 31°36′S 50°54′E / -31.6, 50.9 \| 26 km \| \| S \| 30°42′S 51°12′E / -30.7, 51.2 \| 7 km \| |          |
| Stevinus | Coordenadas | Diámetro |
| A        | 31°48′S 51°36′E / -31.8, 51.6 | 8 km     |
| B        | 31°06′S 52°36′E / -31.1, 52.6 | 20 km    |
| C        | 33°24′S 52°48′E / -33.4, 52.8 | 19 km    |
| D        | 34°48′S 50°54′E / -34.8, 50.9 | 22 km    |
| E        | 35°18′S 52°30′E / -35.3, 52.5 | 16 km    |
| F        | 30°36′S 52°42′E / -30.6, 52.7 | 10 km    |
| G        | 33°42′S 50°24′E / -33.7, 50.4 | 13 km    |
| H        | 33°12′S 50°36′E / -33.2, 50.6 | 15 km    |
| J        | 36°06′S 52°24′E / -36.1, 52.4 | 13 km    |
| K        | 34°18′S 55°24′E / -34.3, 55.4 | 8 km     |
| L        | 33°48′S 56°06′E / -33.8, 56.1 | 14 km    |
| R        | 31°36′S 50°54′E / -31.6, 50.9 | 26 km    |
| S        | 30°42′S 51°12′E / -30.7, 51.2 | 7 km     |

## Imágenes
|  |  |  |